# エア・カライベス

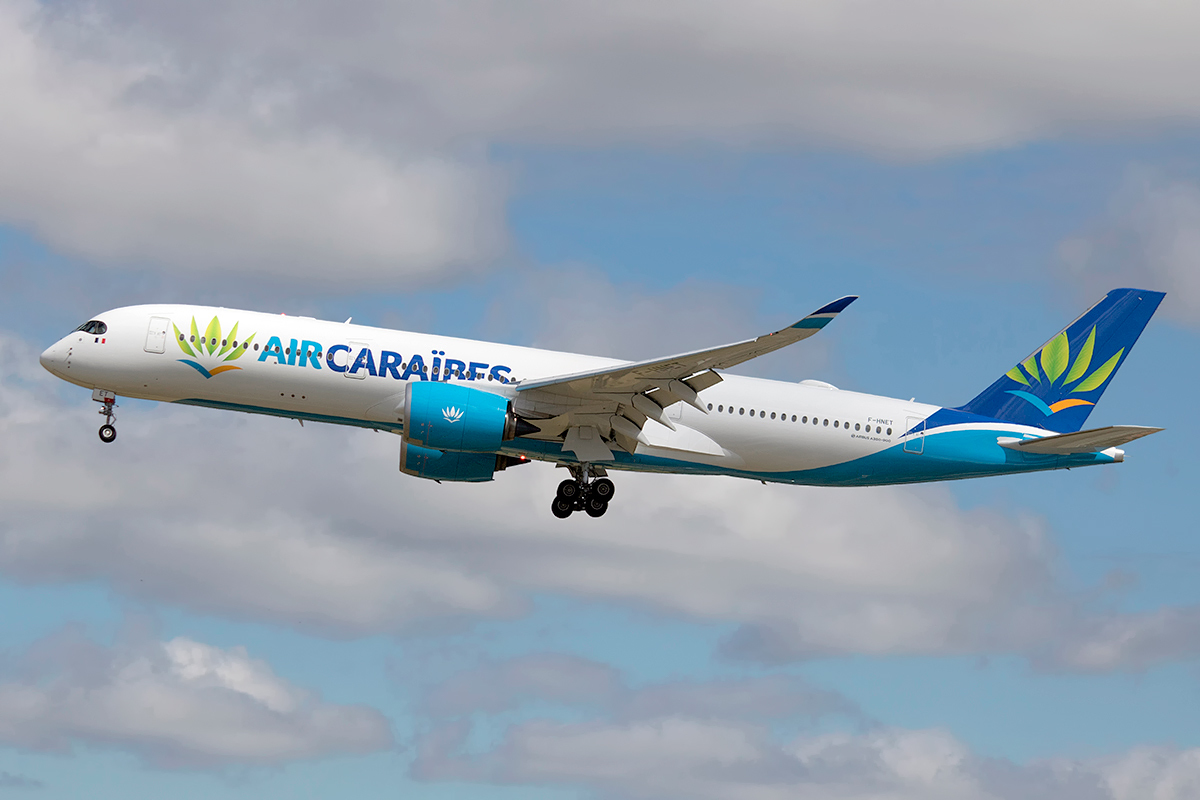
エア・カライベスのAirbus A350-900(現行塗装)

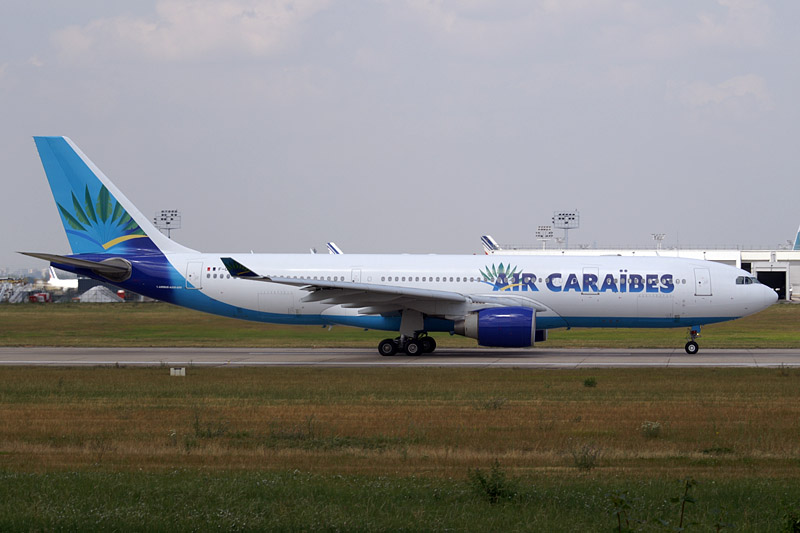
エア・カライベスのエアバスA330(旧塗装)

エア・カライベス（英語：Air Caraïbes）はフランスの航空会社であり、フランス領アンティルを代表する航空会社でもある。

## 概要
グアドループのレザビームに本社を置いており、グアドループのポワンタピートル国際空港とマルティニークのマルティニーク・エメ・セゼール国際空港を拠点に運航している。
航空券の座席予約システム（CRS）は、アマデウスITグループが運営するアマデウスを利用している。

## 沿革
2000年7月にエア・グアドループ、エア・マルティニーク、エア・サン・バルテルミー、エア・サン・マルタンの4社が合併し設立。2003年12月より、エアバスA330-200でパリーグアドループ・マルティニーク間の運航を開始した。
2024年12月初旬、2015年から2019年の間に3回、競合のエア・アンティルと価格契約を結んだとして、フランス競争庁から1,300万ユーロの重い罰金を科された。

## 就航都市
2014年3月現在、9都市に就航している。
北アメリカ
- ドミニカ共和国
  - サントドミンゴ（ラス・アメリカス国際空港）
- ハイチ
  - ポルトープランス（ポルトープランス国際空港）
- グアドループ
  - ポワンタピートル（ポワンタピートル国際空港）
- マルティニーク
  - フォール＝ド＝フランス（マルティニーク・エメ・セゼール国際空港）
- サン・マルタン
  - マリゴ（グランカーズ・エスペランサ飛行場）
- シント・マールテン
  - フィリップスブルフ（プリンセス・ジュリアナ国際空港）
- セントルシア
  - カストリーズ（ジョージ・F・L・チャールズ空港）

南アメリカ
- フランス領ギアナ
  - カイエンヌ（カイエンヌ・フェリックス・エブエ国際空港）

ヨーロッパ
- フランス
  - パリ（オルリー空港）

### 過去の就航路線
| 国         | 都市         | 空港                         |  |
| ---------- | ------------ | ---------------------------- |  |
| ブラジル   | ベレン       | ヴァル・ド・カン国際空港     |  |
| コスタリカ | サンホセ     | フアン・サンタマリア国際空港 |  |
| パナマ     | パナマシティ | トクメン国際空港             |  |

## 機材
| 機種              | 保有数 | 発注数 | 席数 | 席数 | 席数 | 席数 |
| 機種              | 保有数 | 発注数 | J    | W    | Y    | 計   |
| ----------------- | ------ | ------ | ---- | ---- | ---- | ---- |
| ATR72-600         | 4      | 1      | ー   | ー   | 74   | 74   |
| エアバスA330-200  | 1      | ー     | 12   | 24   | 267  | 303  |
| エアバスA330-300  | 2      | ー     | 12   | 35   | 307  | 354  |
| エアバスA350-900  | 3      | ー     | 18   | 45   | 326  | 389  |
| エアバスA350-1000 | 3      | ー     | 24   | 45   | 360  | 429  |

## 事故
2001年3月24日、DHC-6-300で運航されていたTX1501便が、 グスタフ3世空港付近で家屋の近くで墜落、炎上した。この墜落により、2人のパイロット、17人の乗客、そして家の住民が死亡した。2006年9月15日、同社は、航空機を操縦する十分な経験を持っていないパイロットと副操縦士を関連付けたとして、事故の責任を問われた。